# Gas fotònic
En física, un gas fotònic és un conjunt de fotons semblant a un gas, que té moltes de les mateixes propietats d'un gas convencional com l'hidrogen o el neó, com ara la pressió, la temperatura i l'entropia. L'exemple més comú d'un gas fotònic en equilibri és la radiació del cos negre.
Els fotons formen part d'una família de partícules conegudes com a bosons, partícules que segueixen l'estadística de Bose-Einstein i amb espín enter. Un gas de bosons amb un sol tipus de partícula es descriu de manera única mitjançant tres funcions d'estat, com ara la temperatura, el volum i el nombre de partícules. Tanmateix, per a un cos negre, la distribució d'energia s'estableix per la interacció dels fotons amb la matèria, normalment les parets del recipient, i el nombre de fotons no es conserva. Com a resultat, el potencial químic del gas fotònic del cos negre és zero en l'equilibri termodinàmic. El nombre de variables d'estat necessàries per descriure un estat de cos negre es redueix així de tres a dues (per exemple, la temperatura i el volum).

## Termodinàmica d'un gas fotònic de cos negre
En un gas ideal clàssic amb partícules massives, l'energia de les partícules es distribueix segons una distribució de Maxwell-Boltzmann. Aquesta distribució s'estableix a mesura que les partícules xoquen entre si, intercanviant energia (i moment) en el procés. En un gas de fotons, també hi haurà una distribució d'equilibri, però els fotons no xoquen entre si (excepte en condicions molt extremes, vegeu física de dos fotons), de manera que la distribució d'equilibri s'ha d'establir per altres mitjans. La manera més comuna d'establir una distribució d'equilibri és mitjançant la interacció dels fotons amb la matèria. Si els fotons són absorbits i emesos per les parets del sistema que conté el gas fotònic, i les parets es troben a una temperatura determinada, aleshores la distribució d'equilibri per als fotons serà una distribució de cos negre a aquesta temperatura.
Una diferència molt important entre un gas de Bose genèric (gas de bosons massius) i un gas de fotons amb una distribució de cos negre és que el nombre de fotons en el gas de fotons no es conserva. Es pot crear un fotó després de l'excitació tèrmica d'un àtom de la paret a un estat electrònic superior, seguit de l'emissió d'un fotó quan l'àtom torna a un estat energètic inferior. Aquest tipus de generació de fotons s'anomena emissió tèrmica. També es pot produir el procés invers, que provoca la destrucció d'un fotó i l'eliminació del gas. Es pot demostrar que, com a resultat d'aquests processos, no hi ha cap restricció sobre el nombre de fotons del sistema, i el potencial químic dels fotons ha de ser zero per a la radiació del cos negre.
La termodinàmica d'un gas fotònic de cos negre es pot derivar utilitzant arguments de mecànica estadística quàntica, amb el camp de radiació en equilibri amb els àtoms de la paret. La derivació dóna la densitat d'energia espectral u, que és l'energia del camp de radiació per unitat de volum per unitat d'interval de freqüència, donada per:  {\displaystyle u(\nu ,T)={\frac {8\pi h\nu ^{3}}{c^{3}}}~{\frac {1}{e^{\frac {h\nu }{kT}}-1}},} on h és la constant de Planck, c és la velocitat de la llum, ν és la freqüència, k és la constant de Boltzmann i T és la temperatura.
Integrant sobre la freqüència i multiplicant pel volum, V, s'obté l'energia interna d'un gas fotònic de cos negre: {\displaystyle U=\left({\frac {8\pi ^{5}k^{4}}{15(hc)^{3}}}\right)VT^{4}.}La derivació també dóna el nombre (esperat) de fotons N :
{\displaystyle N=\left({\frac {16\pi k^{3}\zeta (3)}{(hc)^{3}}}\right)VT^{3},} on {\displaystyle \zeta (n)} és la funció zeta de Riemann. Cal tenir en compte que per a una temperatura determinada, el nombre de partícules N varia amb el volum de manera fixa, ajustant-se per tenir una densitat constant de fotons.
Si observem que l'equació d'estat per a un gas quàntic ultrarelativista (que inherentment descriu fotons) ve donada per {\displaystyle U=3PV,} llavors podem combinar les fórmules anteriors per produir una equació d'estat que s'assembli molt a la d'un gas ideal: {\displaystyle PV={\frac {\zeta (4)}{\zeta (3)}}NkT\approx 0.9\,NkT.}La taula següent resumeix les funcions d'estat termodinàmiques per a un gas fotònic de cos negre. Tingueu en compte que la pressió es pot escriure de la forma
{\displaystyle P=bT^{4}}, que és independent del volum ( b és una constant).
Funcions d'estat termodinàmiques per a un gas fotònic de cos negre:
|                             | Funció d'estat (T, V)                                                                                           |
| --------------------------- | --- |
| Energia interna             | {\displaystyle U=\left({\frac {\pi ^{2}k^{4}}{15c^{3}\hbar ^{3}}}\right)\,VT^{4}}                               |
| Nombre de partícules        | {\displaystyle N=\left({\frac {2k^{3}\zeta (3)}{\pi ^{2}c^{3}\hbar ^{3}}}\right)\,VT^{3}}                       |
| potencial químic            | {\displaystyle \mu =0\,}                                                                                        |
| Pressió                     | {\displaystyle P={\frac {1}{3}}\,{\frac {U}{V}}=\left({\frac {\pi ^{2}k^{4}}{45c^{3}\hbar ^{3}}}\right)\,T^{4}} |
| Entropia                    | {\displaystyle S={\frac {4U}{3T}}=\left({\frac {4\pi ^{2}k^{4}}{45c^{3}\hbar ^{3}}}\right)\,VT^{3}}             |
| Entalpia                    | {\displaystyle H={\frac {4}{3}}\,U}                                                                             |
| Energia lliure de Helmholtz | {\displaystyle A=-{\frac {1}{3}}\,U}                                                                            |
| Energia lliure de Gibbs     | {\displaystyle G=0\,}                                                                                           |

Dins de la taula, {\displaystyle \hbar } es refereix a la constant de Planck reduïda, és a dir, {\displaystyle \hbar =h/2\pi }.

## Transformacions isotèrmiques
Com a exemple d'un procés termodinàmic que implica un gas fotònic, considerem un cilindre amb un pistó mòbil. Les parets interiors del cilindre són "negres" per tal que la temperatura dels fotons es pugui mantenir a una temperatura determinada. Això significa que l'espai dins del cilindre contindrà un gas de fotons distribuït pel cos negre. A diferència d'un gas massiu, aquest gas existirà sense que els fotons s'introdueixin des de l'exterior: les parets proporcionaran els fotons per al gas. Suposem que el pistó s'empeny completament dins del cilindre de manera que hi ha un volum extremadament petit. El gas fotònic de l'interior del volum pressionarà contra el pistó, movent-lo cap a fora, i perquè la transformació sigui isotèrmica, caldrà aplicar una força contrària de gairebé el mateix valor al pistó perquè el moviment del pistó sigui molt lent. Aquesta força serà igual a la pressió multiplicada per l'àrea de la secció transversal ( A ) del pistó. Aquest procés es pot continuar a una temperatura constant fins que el gas fotònic estigui a un volum V0 Integrant la força sobre la distància ( x ) recorreguda s'obté el treball total realitzat per crear aquest gas fotònic en aquest volum. {\displaystyle W=-\int _{0}^{x_{0}}P(A\mathrm {d} x),} on s'ha utilitzat la relació V = Ax. Definició {\displaystyle b={\frac {8\pi ^{5}k^{4}}{15c^{3}h^{3}}}.}
La pressió és {\displaystyle P(x)={\frac {bT^{4}}{3}}\,.}Integrant, el treball realitzat és només
{\displaystyle W=-{\frac {bT^{4}Ax_{0}}{3}}=-{\frac {bT^{4}V_{0}}{3}}.}La quantitat de calor que cal afegir per crear el gas és
{\displaystyle Q=U-W=H_{0}\,.} on H₂ és l'entalpia al final de la transformació. Es veu que l'entalpia és la quantitat d'energia necessària per crear el gas fotònic.

## Gasos fotònics amb potencial químic regulable
En sistemes de baixa dimensionalitat, per exemple en microcavitats òptiques plenes de solució de colorant amb una distància entre els miralls ressonadors en el rang de longitud d'ona on la situació esdevé bidimensional, també es poden realitzar gasos fotònics amb potencial químic ajustable. Aquest gas fotònic es comporta en molts aspectes com un gas de partícules materials. Una conseqüència del potencial químic regulable és que a altes densitats d'espai de fase s'observa la condensació de fotons de Bose-Einstein.